# Rio Grande Dub
Albums de Ministry
Rio Grandé Blood
(2006) The Last Sucker
(2008)
Rio Grande Dub est un album de remixes de l'album Rio Grande Blood par Clayton Worbeck et John Bechdel (Claviériste de Killing Joke et Ministry) .

## Liste des titres
1. Rio Grande Blood (Rio Grande Dubya Mix) - 4:12
2. Señor Peligro (La Zona Peligrosa Mix) - 4:08
3. Gangreen (Kiss Me Goodnight Mix) - 3:35
4. Fear Is Big Business (Weapons of Mass Deception Mix) - 3:42
5. Lieslieslies (Cognitive Dissonance Mix) - 4:19
6. The Great Satan (What Would Satan Do? Mix) - 3:06
7. Yellow Cake (Hexafluoride Mix) - 4:22
8. Palestina (72nd Virgin Mix) - 5:23
9. Ass Clown (Osama McDonald Mix) - 3:31
10. Khyber Pass (TX Bush Ranch Mix) - 4:27
11. Lieslieslies (Known Unknown Lies Mix) - 3:55